# Kitarō Kōsaka
Kitarō Kōsaka (高坂 希太郎 Kōsaka Kitarō?), nacido el 28 de febrero de 1962 en la Prefectura de Kanagawa, es un animador y director de cine japonés. 

## Biografía
Kōsaka inició su carrera en el año 1979 en el estudio Oh! Production. En 1986 dejó el estudio, convirtiéndose en un freelance, y pronto trabajó en numerosos proyectos en el departamento de animación del Studio Ghibli. Kōsaka es conocido en Japón como la mano derecha de Hayao Miyazaki, con el que ha trabajado en filmes como El viaje de Chihiro, Howl no Ugoku Shiro.
En 2003 hizo su debut como director con el anime ciclista  Nasu: Andalusia no natsu, adaptado del manga de  Iō Kuroda y ambientado en la Vuelta a España. La película se convirtió en el primer anime japonés seleccionado para el Festival Internacional de Cine de Cannes.

## Filmografía
- 2018: Okko's Inn (director)
- 2008: Gake no ue no Ponyo (supervisor de animación)
- 2007: Nasu: Suitcase no Wataridori (director)
- 2005: Howl no Ugoku Shiro (director de animación)
- 2004: Monster (diseño de personajes originales)
- 2003: Nasu: Andalusia no natsu (director, guion, diseño de personajes, director de animación)
- 2001: Metrópolis (animación principal)
- 2001: El viaje de Chihiro (animación)
- 1999: Clover (director)
- 1998: Master Keaton (diseño de personajes, director de animación, supervisor de diseño, storyboards, etc.)
- 1997: La princesa Mononoke (supervisor de animación)
- 1995: Mimi wo sumaseba (director de animación)
- 1994: Heisei tanuki gassen pompoko (animación principal)
- 1993: X (animación principal)
- 1993: A-Girl (director, diseño de personajes, director de animación)
- 1989: Yawara! (storyboards, director, director de animación, animación principal)
- 1988: Kaze wo Nuke! (animación principal)
- 1988: Akira (animación principal)
- 1988: La tumba de las luciérnagas (animación principal)
- 1987: Twilight Q (animación principal)
- 1987: Royal Space Force: The Wings of Honneamise (animación key)
- 1986: El castillo en el cielo (animación)
- 1985: Tenshi no Tamago (animación principal)
- 1985: Rupan sansei: Babiron no Ōgon densetsu (animación principal)
- 1985: Sherlock Holmes (director de animación)
- 1985: Kamui no Ken (animación principal)
- 1984: Nausicaä del Valle del Viento (animación principal)
- 1984: Lupin III: Parte III (animación principal)
- 1983: Mīmu Iro Iro Yume no Tabi (animación principal)
- 1982: Jarinko Chie (animación principal e intermedia)
- 1982: Minami no Niji no Lucy (animación principal)